# Point Lake
Der Point Lake ist ein See in den Nordwest-Territorien Kanadas.

## Lage
Der Point Lake liegt etwa 320 km nordnordöstlich von Yellowknife. Der See hat eine Fläche von 594 km², einschließlich Inseln sind es 701 km². Er besitzt eine Länge von 130 km und eine maximale Breite von 3,5 km. Der Point Lake wird vom Coppermine River in nordwestlicher Richtung durchflossen.